# 澶渊之盟
澶渊之盟，指北宋与契丹（辽朝）之间於公元1005年（宋真宗景德二年、遼聖宗統和二十三年），雙方在澶州（古稱澶渊郡，今河南省濮陽市）订立的和约，條約所確定的宋遼兩國邊界构成了现代意义上的真正的边界。
在澶渊之盟之后，慶曆年間，进一步提高了岁币金額，详见“重熙增币”。

## 經過

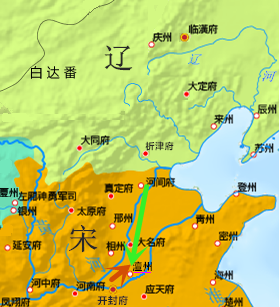
澶渊之盟示意图

宋真宗咸平六年（1003年），辽萧太后与遼圣宗耶律隆緒以收復瓦橋關（今河北雄縣舊南關）為名，亲率大军深入宋境。四月，萧挞凛攻破遂城，生俘宋将王先知，力攻定州，俘虏宋朝云州观察使王繼忠，宋军凭守坚城。由於遼軍已直撲黃河沿邊的澶州（今河南濮阳），威脅與之甚近的首都汴京，故宋廷朝野震動。宋真宗畏敌，欲迁都南逃，王欽若主張遷都昇州（今江蘇南京），陳堯叟主張遷都益州（今四川成都）。因同平章事（宰相）寇準、畢士安坚持，无奈亲至澶州督战。
遼軍至定州，兩軍出現相峙局面，王继忠乘间劝萧太后与宋朝讲和。辽恐腹背受敌，提出和约，初為宋真宗所拒。十一月，辽军在朔州为宋军大败，岢岚军的辽军因粮草不继撤军。辽军主力集中於瀛州（今河北河间）城下，日夜不停攻城，宋军守将李延渥死守城池，激战十多天未下。萧挞凛、萧观音奴二人率军攻克祁州，萧太后等人率軍與之会合，合力进攻冀州、贝州（今河北清河），宋廷則“诏督诸路兵及澶州戌卒会天雄军”。辽军攻克德清（今河南清奉），三面包围澶州，宋将李继隆死守澶州城門。
遼朝南京統軍使萧挞凛恃勇，率数十轻骑在澶州城下巡视。宋軍大將張瓌（一說周文質）以伏弩射之，蕭撻凜頭部中箭墜馬而死，遼軍士氣大挫，萧太后等人聞蕭撻凜死，痛哭不已，为之“辍朝五日”。《遼史》載：“将与宋战，（萧）挞凛中弩，我兵（辽兵）失倚，和议始定。或者天厌其乱，使南北之民休息者耶！”此時宋真宗一行抵澶州。寇準力促宋真宗登上澶州北城門樓以示督戰，“诸军皆呼万岁，声闻数十里，气势百倍”。帝還行宮，得知寇準竟然與知制誥楊億在北城城樓上喝酒下棋，泰然自若，十分鎮定。帝喜曰：“準如是，吾復何憂！”

### 盟约内容
雙方於十二月初（1005年1月）達成停戰協議，宋廷方面由曹利用與萧太后談判，達成协定：
1. 宋每年輸遼岁币银十万两、绢二十万匹，即“歲幣”。
2. 宋遼兩國互約為兄弟之國，遼聖宗稱宋真宗為兄，宋真宗稱遼聖宗為弟，遼聖宗稱李太后為伯母，宋真宗稱萧太后為叔母。
3. 所有兩朝城池，并可依舊守存，淘濠完葺，一切如常，即不得創筑城隍開拔河道

共同聲明“質于天地神祇，告于宗廟社稷，子孫共守，傳之無窮。有渝此盟，不克享國，昭昭天鑒，當共殛之”。盟約締結後，第二年，宋朝派人去遼朝贺萧太后生辰，宋真宗致书时“自称南朝，以契丹为北朝”

## 評價
- 蔣复璁曾說及宋遼澶淵之盟“影響了中國思想界及中國整個歷史”。[3]
- 黄仁宇说：“所以澶渊之盟是一种地缘政治（geopolitics）的产物，表示这两种带竞争性的体制在地域上一度保持到力量的平衡。」[4]

### 好处
宋、遼之間百餘年間（約120年）不再有大規模戰事，礼尚往来，通使殷勤，双方互使共达三百八十次之多，遼朝边地发生饥荒，宋朝也会派人在边境赈济，宋真宗崩逝消息传来，遼圣宗“集蕃汉大臣举哀，后妃以下皆为沾涕”，不僅如此，歲幣促進了貿易，使得宋朝中原的產品在遼境內頗受歡迎，特別是文化商品等等，使得遼朝逐漸漢化。
富弼认為歲幣的支出不及用兵的費用百分之一（真宗繼位當年光光是錢幣收入即達2,200萬緍以上，另外布匹、糧食的收入還不計在內），國家和平發展經濟就足以支付，「則知澶淵之盟，未為失策。」、實際效果方面「生育繁息，牛羊被野，戴白之人（白发长者），不识干戈」；在宋真宗時，一場中等規模的戰爭（約十萬人左右），即需300萬緍，就算沒有戰爭，只是重兵防備一年的開支，也十分驚人，因故能不打仗就不打的心態在朝廷中自然成為主流。

### 壞处
王安石和富弼认为澶淵之盟之後，宋朝真宗、仁宗、英宗三朝政府“忘战去兵”，河北军和京师军“武备皆废”，只剩下陕西军可用，马知节、曹玮、王德用等武臣被排擠，文臣掌握了西府的支配权。
此外，「澶淵之盟」後，宋內部认为，對於沒有收回燕雲之地且每年給遼朝大量歲幣是一個恥辱，仍然希望有一天能夠收回燕雲之地並免予向遼人交納歲幣。宋神宗就曾「有取山後之志」「一日，語及北虜事，曰：『太宗自燕京城下軍潰，北虜追之，僅得脫。凡行在服禦寶器盡為所奪，從人宮嬪盡陷没。股上中兩箭，歲歲必發，其棄天下竟以箭瘡發云。蓋北虜乃不共戴天之仇，反捐金繒數十萬以事之為叔父，為人子孫，當如是乎！』已而泣下久之，蓋已有取北虜大志。」像宋神宗這樣，認為宋朝沒有收回燕雲之地且向遼交納大量歲幣是一個恥辱的宋人，不在少數。

## 影響
澶渊之盟後，宋朝不得不放棄收復燕雲十六州，還要上繳歲幣，使宋真宗心態上備受打擊，在王欽若、丁謂等五鬼的建議下，上演一齣天書大戲，說神明降下天書給他，說自己是天選之人，挽回自信心，因此四處封禪、修建廟宇、祭拜趙聖祖、李老君等神，導致耗費過度民力。
宋仁宗庆历年间，與西夏三戰皆敗，辽借北宋内外交困之際，进一步提高了对宋朝上缴岁币的要求，史稱庆历增币。